# Citroën BX
Citroën BX — семейный автомобиль, выпускавшийся французской компанией Citroen в 1982—1994 годах. Всего за 12 лет производства было изготовлено 2 315 739 штук. Производство хетчбэка было прекращено в 1993 году с запуском Xantia, но универсал продолжал производиться в течение ещё одного года.

## История
Citroën BX был представлен в июне 1982 года, продажи начались осенью, а презентация состоялась в Париже 2 октября 1982 года под Эйфелевой башней. BX разрабатывался как смена малому семейному автомобилю Citroën GS/A, запущенному в 1970 году. Французская рекламная кампания использовала слоган «J’aime, j’aime, j’aime» (Я люблю, я люблю, я люблю) показывая автомобиль в сопровождении музыки, написанной специально Жюльеном Клерком. Британская рекламная кампания использовала лозунг «Loves Driving, Hates Garages» (Любит вождение, ненавидит гаражи), что отражало усилия Citroën содействовать снижению затрат на техническое обслуживание BX.

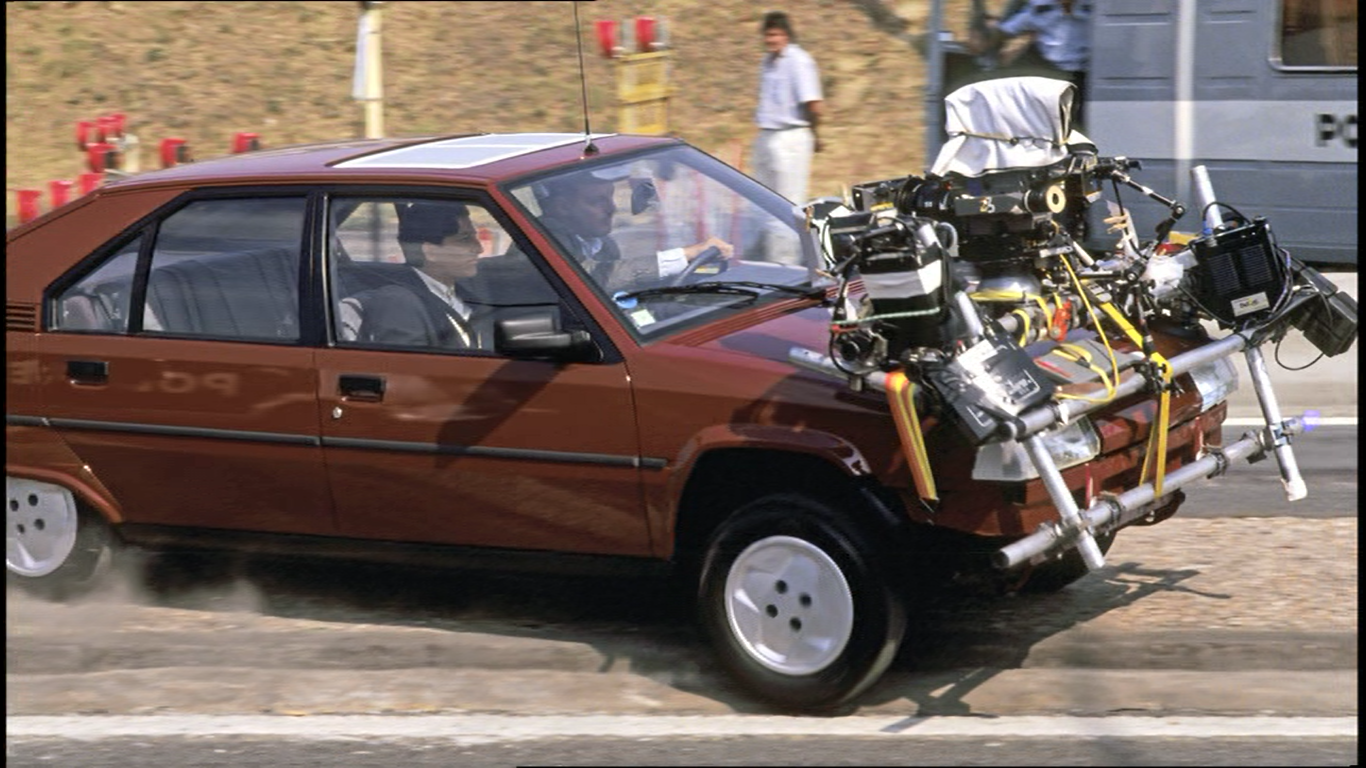
Операция «Тушёнка»

Хетчбэк был разработан Марчелло Гандини из Bertone, на основе его неиспользованного дизайна для британского концепт-кара 1977 года Reliant FW11 и его концепт-кара 1979 года Volvo Tundra. Это была вторая новая модель после слияния Peugeot и Citroën в 1976 году; первая, Citroën Visa, появилась в 1978 году. BX разделял платформу с Peugeot 405, которая появилась в 1987 году. Автомобиль выделяли среди конкурентов традиционная для Citroën самовыравнивающаяся гидропневматическая подвеска Hydractive, пластиковые кузовные панели (капот, задняя дверь, бамперы), а также дисковые тормоза на всех колёсах.
На BX вместо четырёхцилиндрового двигателя с воздушным охлаждением от модели GS устанавливались новые бензиновые двигатели группы PSA (серий XY, TU и XU) объёмом в 1360 см3, 1580 см3, а с 1984 года и 1905 см3. 1124-кубовый двигатель, очень необычный в машине такого размера, был доступен в странах, где транспортный налог напрямую связан с мощностью двигателя, таких как Италия, Португалия и Греция. Двигатели 1,1 л и 1,4 л, ранее устанавливавшиеся в Peugeot 104 и Renault 14, использовались в BX до 1988 года. 1,6-литровый (и, с 1984 года, его 1,9-литровая версия) относился к новой серии XU, которая позже использовалась на многих автомобилях Peugeot и производилась на специально построенном заводе. Дизельный двигатель XUD появился в 1984 году, вместе с турбодизелем они имели большой успех: в конце 1980-х в Великобритании дизельный BX стал одним из самых популярных автомобилей с таким двигателем.
Все бензиновые двигатели обозначались 11, 14, 16, 19, что указывало рабочий объём (в некоторых странах менее мощная, 80-сильная (59 кВт) версия 1,6-литрового двигателя обозначалась как BX15E, а не BX16). Модель 11TE была отмечена иностранной автомобильной прессой как медленная и неудобная. 1,1-литровый двигатель под кодом H1A был специально настроен для Италии, Греции и Португалии. Он устанавливался на автомобилях, произведенных с 1988 по 1993 годы и имел мощность 55 л.с. (40 кВт) при 5800 об/мин.
Через год после запуска хетчбэка стала доступна версия с кузовом универсал. В конце 1980-х годов появились система полного привода и турбодизельные двигатели.
В 1986 году появился MK2 BX. Интерьер и панель приборов приобрели более традиционный вид, хотя ранние модели GT (и Sport) с самого начала имели стрелочные спидометр и тахометр. Внешний вид также был немного обновлен: новые более закругленные бамперы, колёсные арки под более широкие шины, новые зеркала и указатели поворота. Старый двигатель Douvrin в варианте 1,4 л был сменен на более новый двигатель TU-серии, хотя на BX11 его продолжали ставить до 1992 года.
В 1988 году появился BX Turbo Diesel, получивший высокую оценку в автомобильной прессе. Дизельный BX и так хорошо продавался, но дизельные автомобили считались медленными и шумными, а турбонаддув вывел его на новый уровень. Журнал Diesel Car писал: «мы не знаем никакого автомобиля из продаваемых в Великобритании, который приближался бы к BX Turbo по сочетанию мощности, удобства и экономичности».
В 1989 году модель BX получила незначительные изменения и усовершенствования, в том числе затемнённые задние фонари, новые колпаки колёс и ткани интерьера.
Как и более крупный CX, автомобиль получил много наград «буксир года» (Towcar of the Year). Особенно хорошо работали с прицепами дизельные модели благодаря мощности и экономичности в сочетании с самовыравнивающейся подвеской.
Большой проблемой с BX было непостоянное качество сборки по сравнению с конкурентами. Последние BX собирались в 1994 году, параллельно со своими преемниками. Он был частично заменен на меньший ZX в начале 1991 года, но его полноценной заменой стала несколько более крупная Xantia, поступившая в продажу в марте 1993 года.

## Версии

### Sport
Наряду с обычной BX, с 1985 по 1987 годы Citroën выпускал BX Sport. За этот период было выпущено 7500 единиц: 2500 в первой серии, затем, благодаря успешным продажам, ещё 5000. Со 126 л.с. (93 кВт) при 5800 об/мин и двумя двухкамерными карбюраторами, BX Sport был самым мощным BX из производившихся в то время. Модификация двигателя, в том числе изменение формы камеры сгорания и увеличение клапанов, была проведена известным французским тюнером Даниэльсоном. Этот вариант выделялся уникальным обвесом, литыми дисками, позже применёнными и на GTi, уникальной приборной панелью и интерьером Pullman. Обивка сидений была той же, что использовалась на CX Turbo. Обвес включал в себя заднее крыло, боковые юбки, а также расширения крыла, которые добавляли по 10 см с каждой стороны автомобиля для установки больших колёс. Автомобиль был доступен только с левым рулём, поэтому он не продавался в Великобритании. Дорожные испытания показали хорошие ходовые качества (как и обычно для Citroën), но недостаточно спортивные, хотя подвеска также была изменена.

### GT
BX GT был запущен в 1985 году и оснащался 1,9-литровым двигателем от Peugeot, отличавшимся от двигателя модели Sport наличием лишь одного карбюратора. Максимальная мощность составляла 105 л.с. (77 кВт). В том же году компания Citroën выпустила модель «Digit», основанную на BX GT, оснащённую цифровой приборной панелью и бортовым компьютером. За 1985 год было выпущено 4 тысячи BX Digit.

### 4TC
В сезоне 1986 года Citroën вошёл с автомобилем BX в группу B на ралли. Специально разработанная раллийная версия была названа BX 4TC и мало походила на стандартный BX. Она имела очень длинный передок, потому что двигатель (турбо-версия двигателя Simca Type 180 от Chrysler Europe) был установлен продольно, в отличие от обычной BX. Объём двигателя был уменьшен с 2155 см3 до 2141,5 см3. Ралли-версия BX имела уникальную гидропневматическую подвеску и пятиступенчатую механическую коробку передач от Citroën SM. Из-за требований группы B были изготовлены 200 единиц 4TC для дорог общего пользования с вариантом двигателя N9TE мощностью 200 л.с. (147 кВт) при 5250 об/мин.
4TC не имел успеха на чемпионате мира по ралли, его лучшим результатом стало шестое место в 1986 году на Ралли Швеции. Автомобиль успел принять участие только в трёх гонках, а в конце 1986 года, после гибели Хенри Тойвонена на своей Lancia Delta S4 на ралли Tour de Corse, группа B была упразднена. После плохих результатов в гонках компании Citroën удалось продать всего 62 автомобиля 4TC; проблемы с качеством сборки и надежностью заставили Citroën выкупить и уничтожить многие из этих 4TC. Сохранилась лишь малая часть первых 200 экземпляров, 4TC сегодня очень редок.

### GTi
Форсированная версия BX GT, BX19 GTi оснащалась 1,9-литровым восьмиклапанным инжекторным двигателем мощностью 122 л.с. (90 кВт). Этот двигатель также устанавливался на Peugeot 405 SRi и был очень похож на двигатель 205 GTi, однако BX19 GTi и Peugeot 405 SRi использовали другой впускной коллектор и головку блока цилиндров. Также эта модицикация отличалась спойлером, жёсткой подвеской и стабилизатором поперечной устойчивости. Максимальная скорость составляла 198 км/ч. Существовала также специальная экспортная модель BX16 GTi с двигателем XU5JA от Peugeot 205 GTi 1.6 мощностью 113 л.с. (83 кВт). Её максимальная скорость 194 км/ч.

### 16V
В мае 1987 года была запущена 16-клапанная версия GTi. Это был первый серийный французский автомобиль с 16-клапанным двигателем. Головка блока цилиндров типа DOHC, взятая от раллийного Peugeot 205 Turbo 16, устанавливалась на обновленную 1905-кубовую версию 8-клапанного блока XU9. В результате появился XU9J4; атмосферный 1,9-литровый двигатель (также устанавливался на Peugeot 405 Mi16), мощностью 160 л.с. (120 кВт) и моментом 177 Нм. Удельная мощность составила 84 л.с./л, что для атмосферного двигателя в то время было довольно впечатляющим показателем. Это дало разгон до 100 км/ч за 7,4 с, до 160 км/ч за 19,9 с, а максимальная скорость составила 220 км/ч. В базовое оснащение вошла антиблокировочная система тормозов. Боковые юбки автомобиля сделали его легко отличимым от всех остальных модификаций BX. В 1990 году был проведён фейслифтинг: появились новые стеклопластиковые бамперы, чернёные колёсные диски и переработанный задний спойлер. Эти изменения сделали автомобиль ещё более отличным от других BX. Было также сделано несколько малых изменений в подвеске автомобиля: в частности, повышена её жёсткость и увеличена толщина стабилизатора поперечной устойчивости, что улучшило управляемость. В тесте шведского журнала Teknikens Värld BX 16V опередил на треке родственника-конкурента Peugeot 405 Mi16.